# Domenico Mazzocchi
Domenico Mazzocchi (ochrzczony 8 listopada 1592 w Civita Castellana, zm. 21 stycznia 1665 w Rzymie) – włoski kompozytor.

## Życiorys
Brat Virgilia. Od 1614 roku był obywatelem miasta Rzymu. W 1619 roku przyjął święcenia. Ukończył studia prawnicze, uczył się też muzyki u Giovanniego Battisty Nanina. Od 1621 roku związany z dworem kardynała Ippolito Aldobrandiniego. W 1637 roku papież Urban VIII przyznał mu dożywotnią pensję. W spisie jego inwentarza po śmierci odnotowano 3 szafy z muzykaliami rękopiśmiennymi i drukowanymi oraz kilka portretów.

## Twórczość
Dorobek Mazzochiego cechuje się różnorodnością gatunków muzycznych i rozwiązań technicznych, jego twórczość ma znaczenie w rozwoju stylistycznym muzyki włoskiego baroku i krystalizowania się systemu dur-moll. Kompozytor przykładał wagę do szczegółów interpretacyjnych swoich utworów, co przejawiało się w umieszczaniu uwag dla wykonawców. W dodatku do swojego zbioru Madrigali a 5 voci in partitura z 1638 roku po raz pierwszy użył znaków dla określenia dynamiki i tempa: crescendo (<) i decrescendo (>), piano (p), forte (f) i trillo (tr). Skomponował m.in. opery La caterna d’Adone i L’innocenza difesa, pieśni do tekstów z Eneidy Wergiliusza i Jerozolimy wyzwolonej Tassa (Dialoghi e sonetti, 1638), Musiche sacre e morali na 1–3 głosy (1640), oratoria Il martirio de’Santi Abundio et Abundantio (1641) i 7 Sacrae concertationes (1664).